# Deeper Zone
Deeper Zone è il quarto ed l'ultimo album del gruppo di musica elettronica francese Space, pubblicato nel 1980 per l'etichetta discografica Vogue.

## Il disco
Ultimo lavoro degli Space prima del loro scioglimento, fu quasi interamente composto da Roland Romanelli (data la dipartita di Didier Marouani l'anno precedente) e fu registrato con una formazione differente dalla precedente, con il bassista Jannick Top e il chitarrista Patrice Tison.
L'album non corrispose agli altri lavori del gruppo in termini di vendite (solamente il brano On the Air, composto utilizzando delle parti della composizione di Johann Sebastian Bach Suite per orchestra n. 3 di Bach fu mandato nelle discoteche) e di lì a poco il gruppo si sciolse. Le parti vocali dei brani Mixed Up e Love Starring You and Me sono state registrate dalla cantante inglese Cissy Stone.
Il disco fu ripubblicato nel 2002 in formato CD, con l'aggiunta di due tracce che furono pubblicate come singolo senza essere aggiunte nell'album, Tender Force e Robbots.

## Tracce
1. Deeper Zone (Romanelli, Top) - 7:16
2. Inner Voices (Romanelli, Top) - 6:53
3. Space Media (Romanelli) - 3:28
4. Mixed Up (Brown) - 5:44
5. On the Air (Romanelli, Bach) - 5:28
6. Love Starring You and Me (Romanelli) - 5:24
7. Robbots (Romanelli, Top) - 3:38
8. Tender Force (Romanelli, Top) - 3:57

## Formazione
- Roland Romanelli - tastiere, sintetizzatore
- Patrice Tison - chitarra
- Jannick Top - basso
- Joe Hammer - batteria

### Collaboratori
- Cissy Stone - voce in Mixed Up e in Love Staring You and Me